# Nederlands kampioenschap tafeltennis 2022
Het Nederlands kampioenschap tafeltennis 2022 werd gehouden in Zwolle op 22 en 23 oktober 2022.
Op het programma stonden vijf onderdelen:
- Enkelspel mannen. Regerend kampioen was Michel de Boer.
- Enkelspel vrouwen. Regerend kampioen was Shuohan Men.
- Dubbelspel mannen. Regerend kampioenen waren Gabrielius Camara en Jochem de Hoop.
- Dubbelspel vrouwen. Regerend kampioenen waren Esmee van Marwijk en Kim Vermaas.
- Gemengd dubbel. Regerend kampioenen waren Kas van Oost en Dobrila Jorguseska.

## Medaillewinnaars
| Onderdeel        | Goud                            | Zilver                                           | Brons                                                                  |
| Enkelspel (m)    | Trinko Keen                     | Barry Berben                                     | Milo de Boer Martijn de Vries                                          |
| Enkelspel (v)    | Emine Ernst                     | Yana Timina                                      | Tali Cohen Shuohan Men                                                 |
| Dubbel (m)       | Barry Berben Kas van Oost       | Jelle Bosman Martijn de Vries                    | Gabrielius Camara Jochem de Hoop Patrick Bruijne Nolan Schultz         |
| Dubbel (v)       | Sanne de Hoop Yana Timina       | Alice Barendregt Monique van Spreuwel - Posthuma | Emine Ernst Karlijn van Lierop Marlotte Staps Brenda Vonk-Huntelerslag |
| Dubbel (gemengd) | Kas van Oost Dobrila Jorguseska | Barry Berben Yana Timina                         | Gabrielius Camara Sanne de Hoop Tim Gras Emine Ernst                   |